# Pietro Francesco Baccarini
Pietro Francesco Baccarini (14 agosto 1600 – 9 ottobre 1678) è stato un religioso italiano.

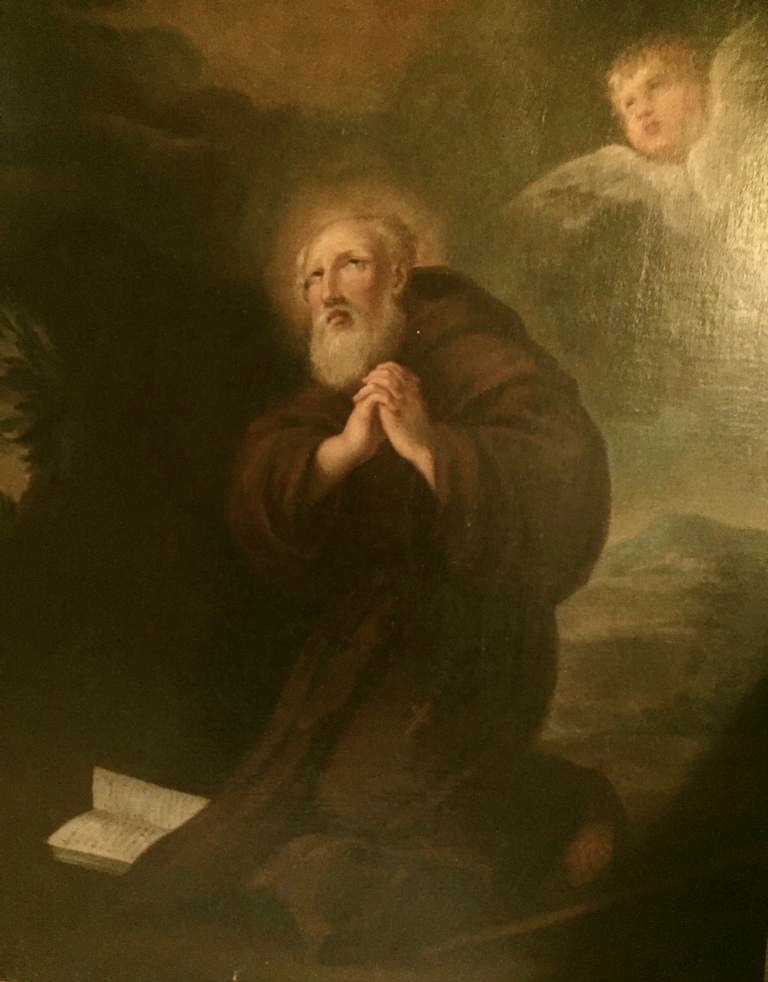
Immagine di Pietro Francesco Baccarini (coll. privata).

Nato da Zaccaria Baccarini e Orsolina Corbici con il nome di Domenico Baccarini prese quello di Pietro Francesco vestito l'abito talare, discendeva da un'antica famiglia nobile faentina, fu un frate francescano osservante riformato, dopo la morte fu sottoposto al processo di beatificazione acquisendo il titolo di Servo di Dio. È noto anche per aver vissuto delle estasi mistiche e aver vissuto dei fenomeni di Levitazione in pubblico.

## Biografia
Nel testo Vite de Santi, Beati, Venerabili e servi di Dio della Città di Faenza di Romoaldo Maria Magnani (presso l'Archi, 1741) a pagina 365 è raccontata la storia di Pietro Francesco Baccarini, Osservante Riformato francescano.

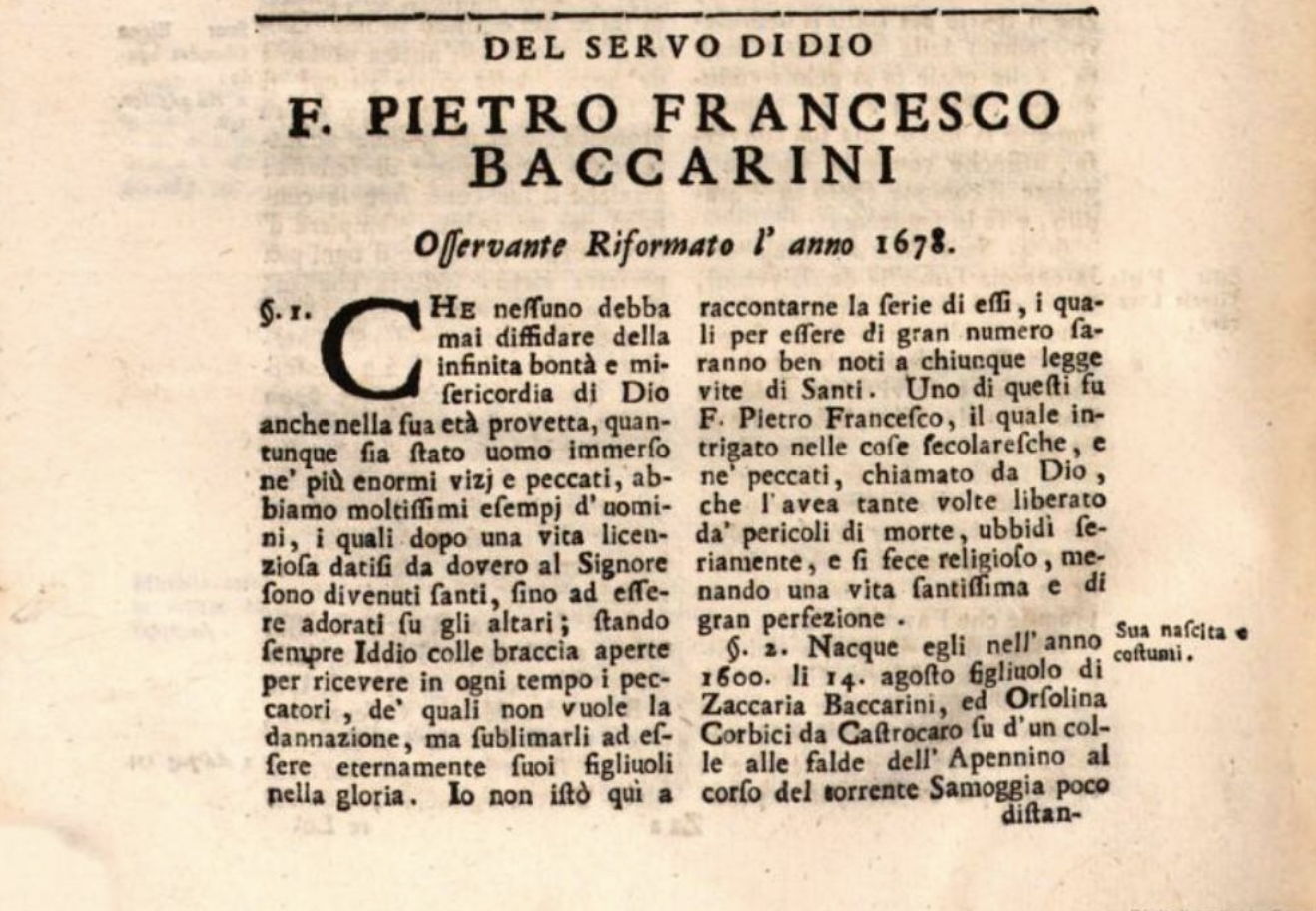
Frontespizio del Servo di Dio Pietro Francesco Baccarini.

Il testo inizialmente parla delle sue nobili origini:
Nacque egli nell’anno 1600 li 14 agosto figliuolo di Zaccaria Baccarini, ed Orsolina Corbici da Castrocaro su d’un colle alle falde dell’Appennino al corso del Torrente Samoggia poco distante da Faenza, detto dalla sua famiglia, ove anche aveano abitazione, Collina de’ Baccarini, nel secolo Domenico, e nella religione F. Pietro Francesco da Faenza, patria dei suoi posteri e antenati memorati ivi fino dall’anno 1487 e nominamente in Antonio Baccarini, che fu Anziano della città nel 1489. (a Zucculi in Hist. Pag. mihi 109 Ex Catal. Antian.)
Fu allevato nei cristiani costumi, e fatto grandicello anche egli si diede alle fazioni, che regnavano in que’ tempi, ed a portare continuamente l’armi. Era grande inimicizia tra le due famiglie Liverani, e Baccarini, massimamente perché la prima vedea malvolentieri un tal D. Antonio Baccarini fatto arciprete della chiesa in S. Giorgio in Ceparano retta lungo tempo da’ preti della suddetta famiglia Liverani, onde molte volte le genti dell’una e dell’altra vennero armate ad incontrarsi col seguirne omicidi e disordini. Domenico si fece acerrimo partigiano della sua, e trovossi in molti cimenti mortali, liberato però sempre dalla mano di Dio. E tra l’altre venendo da Ravenna, ove era andato per i suoi interessi, si portò a dirittura alla chiesa di S. Mammante sulla collina d’Oriolo, dove si faceva la festa di detto Santo, pensando di trovarvi la fazione Baccarina, ed inoltratosi in quella chiesa, dopo ascoltata la messa, niuno ritrovò egli dei suoi, ma bensì molti de’ nimici, i quali vedutolo in un circolo si misero in parata di archibugiarlo, il che osservato da Domenico, dato di piglio all’archibugio con animo intrepido gridò si minaccevolmente, che spaventati i circostanti, e li stessi avversari si diedero alla fuga, ivi lui solo rimanendo, col ringraziare Iddio d’averlo preservato del quel pericolo. Un'altra volta uno di sua fazione bandito stando ritirato nella chiesa di S. Giorgio in Ceparano pregò Domenico ad accompagnarlo di notte fino a casa sua per suoi interessi posta nel luogo detta la Spianata poco lontano. Il che eseguì ben volentieri Domenico, e gli fece da vero amico la guardia vigilante quella notte: ma la mattina poscia nel ritornarlo a detta chiesa, ecco l’oro d’incontro una turba di sbirri, la quale veduta dal bandito subito si nascose: ma Domenico fattosi ardimentoso per metter in salvo l’amico, dato di mano all’archibugio si respinse contro quella ciurma gridando, che appunto ivi li voleva per farne strage, la qual risoluzione veduta da coloro si posero in fuga: ed egli richiamato il pusillanimo compagno lo condusse sicuro, donde l’avea levato: e ringraziò il Signore d’averlo pur liberato in tal congiuntura.»